# 岐阜県道30号羽島養老線

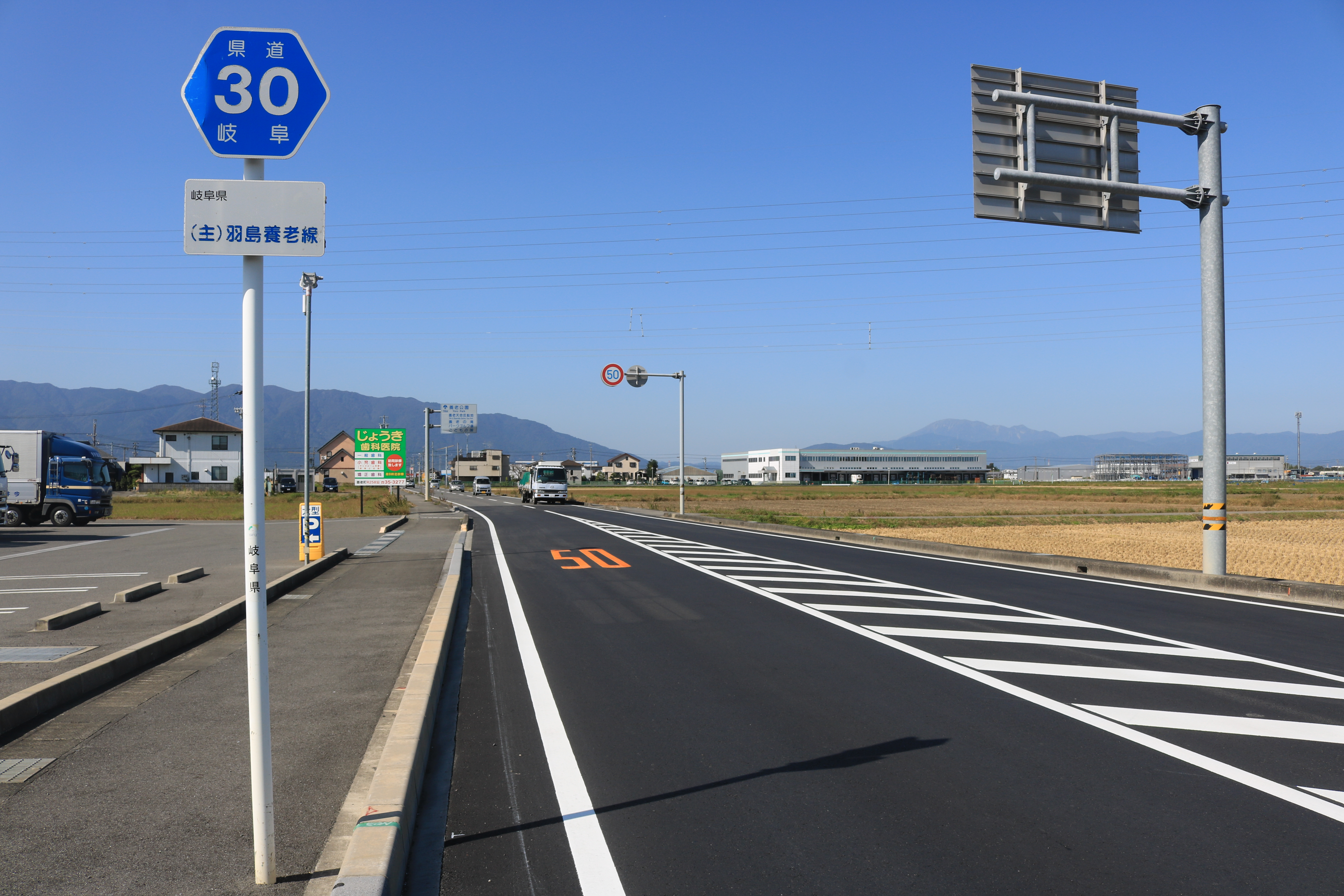
岐阜県道30号羽島養老線、安八郡輪之内町中郷にて

岐阜県道30号羽島養老線（ぎふけんどう30ごう はしまようろうせん）とは、岐阜県羽島市から同県養老郡養老町に至る県道（主要地方道）である。

## 概要
羽島市堀津町を起点とし、輪之内町を東西に横切り、大垣市南端部を通り、養老町北部を東西に抜けて終点の養老町高田に至る。
1994年（平成6年）4月の主要地方道昇格前は県道158号堀津（ほっつ）養老線であった。

### 路線データ
- 起点：岐阜県羽島市堀津町（堀津町古宮前交差点＝岐阜県道1号岐阜南濃線交点）
- 終点：岐阜県養老郡養老町高田（下高田交差点＝岐阜県道96号大垣養老公園線バイパス交点）
- バイパス：養老郡養老町船附（船附村前東交差点＝国道258号交点） - 養老町高田（下高田交差点）
- 実延長：12.416km[1]

## 歴史

### 年表
- 1993年（平成5年）5月11日 - 建設省（現・国土交通省）から、一般県道堀津養老線が羽島養老線として主要地方道に指定される[2]。
- 1994年（平成6年）4月1日 - 岐阜県が一般県道堀津養老線（整理番号158）を廃止し、主要地方道羽島養老線（整理番号30）を認定。
- 2010年（平成22年）9月29日 - 養老町岩道 - 同町高田間（バイパスの一部）供用開始[3]。これによりバイパスが完成し、養老町高田の広域農道を経由して国道258号と養老町市街地が接続される。
- 2016年（平成28年）2月9日 - 大垣市横曽根町（横曽根町交差点） - 養老町栗笠（現道と岐阜県道225号小倉烏江大垣線の交点）間で区域変更。撤去された横曽根橋を経由して牧田川右岸堤防上を通る現道が当県道の指定から外れ、岐阜県道225号小倉烏江大垣線の養老町栗笠（上之郷北交差点=バイパスとの交点） - 同町栗笠（現道との交点）間が新たに当県道にも指定される[4]。
- 2021年（令和3年）12月24日 - 養老町栗笠（上之郷北交差点） - 同町高田間で区域変更。岐阜県道225号小倉烏江大垣線と重複した後、牧田川右岸堤防上を経由して養老町高田（高田橋南交差点）に至る現道が当県道の指定から外れ、養老町高田（下高田東交差点） - 同町高田（下高田交差点）間の広域農道が新たに当県道に指定される[5]。

## 路線状況

### 旧道
- 大垣市横曽根町1638番2地先（横曽根町交差点=国道258号交点） - 養老町高田（高田橋南交差点=岐阜県道96号大垣養老公園線交点）
  - 横曽根橋（下記の通り撤去済）で杭瀬川・牧田川を渡った後、牧田川の右岸堤防上を経由して高田橋南交差点に至る経路であった。途中、養老町栗笠 - 同町烏江（烏江橋南交差点）間で岐阜県道225号小倉烏江大垣線と重複していた。歴史節の通り、2016年、2021年の区域変更で当道路の指定から外れて旧道になっている。
  - 大垣市横曽根町 - 養老町船附の杭瀬川・牧田川にはかつて横曽根橋が架かっていたが、河川改修に伴い撤去されて以降は不通区間となっていた。この不通区間は横曽根橋のすぐ下流にある国道258号養老大橋と町道で迂回可能であった。

### 重複区間
- 岐阜県道232号今尾大垣線（輪之内町福束・福束大橋東詰交差点 - 同町福束・福束大橋西詰交差点）
- 国道258号（大垣市横曽根・横曽根3交差点 - 養老町船附・船附村前東交差点）

### 橋梁
- 大藪大橋（長良川、羽島市 - 輪之内町）
- 福束大橋（揖斐川、輪之内町）

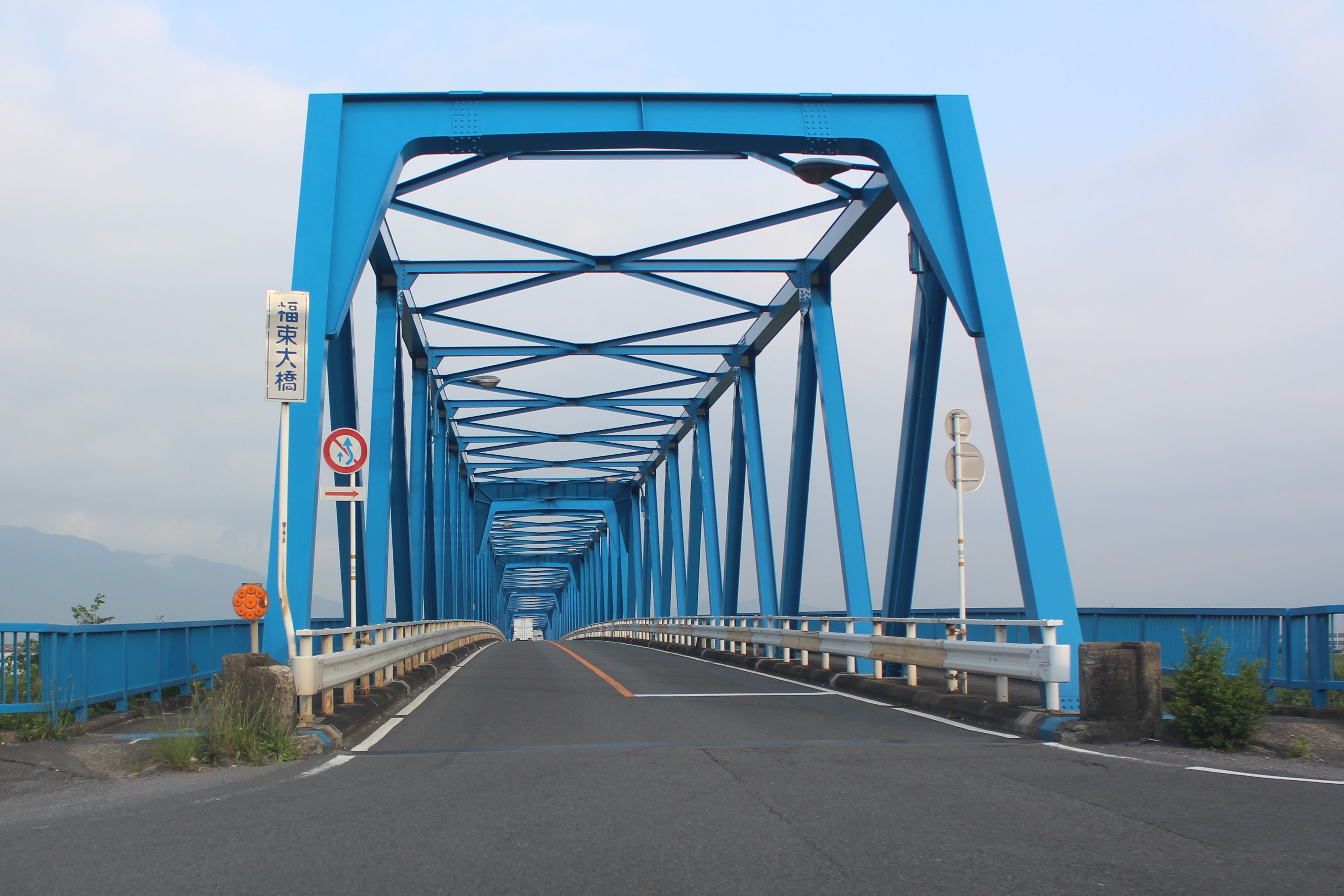
揖斐川にかかる福束大橋

- 養老大橋（杭瀬川・牧田川、大垣市 - 輪之内町、国道258号との重複区間）

過去の橋梁
- 横曽根橋（杭瀬川・牧田川、大垣市 - 養老町）

## 地理

### 通過する自治体
- 岐阜県
羽島市 - 安八郡輪之内町 - 大垣市 - 輪之内町 - 養老郡養老町

### 交差する道路

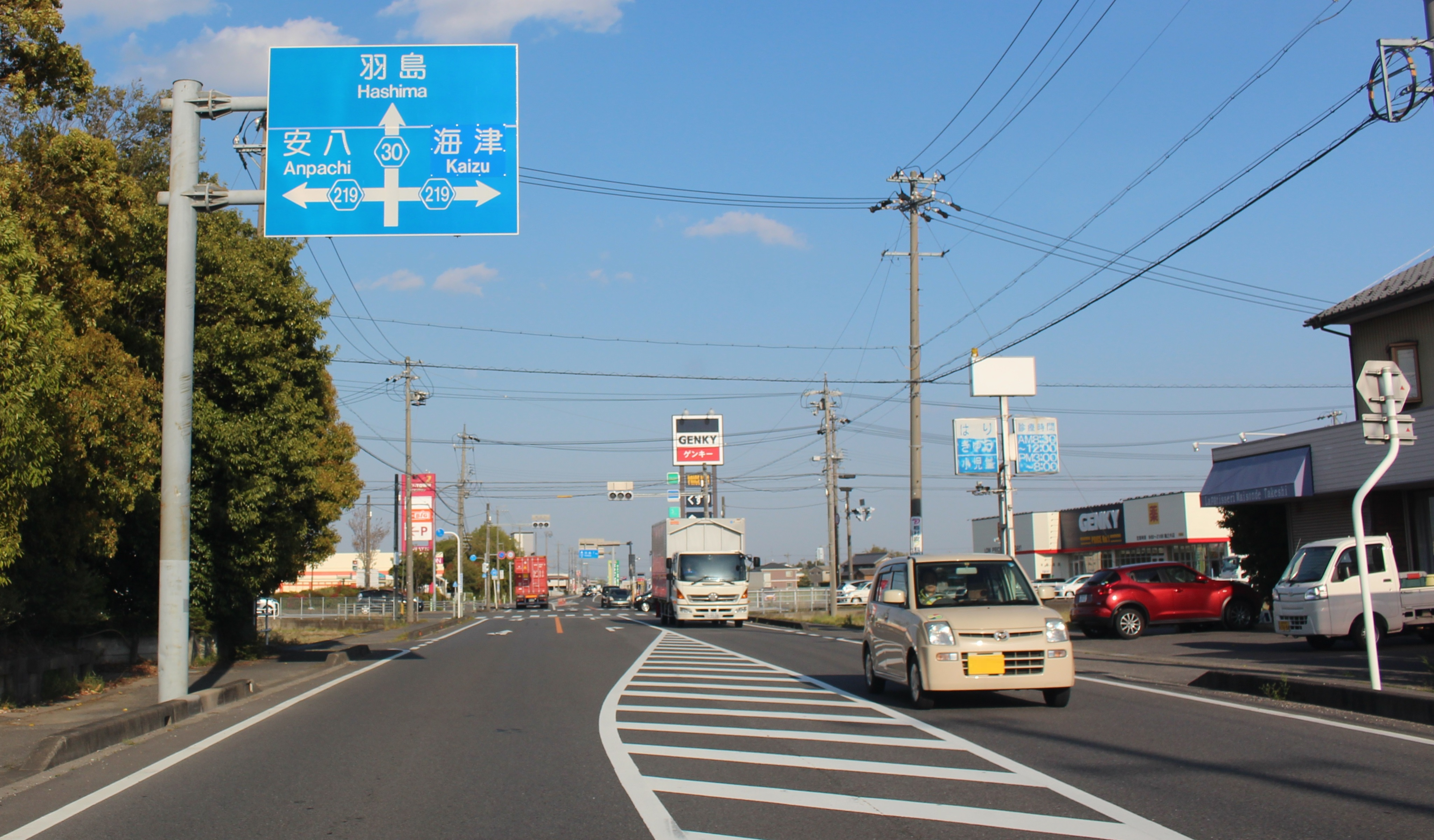
交差する岐阜県道219号安八平田線（輪之内町）

- 岐阜県道1号岐阜南濃線（羽島市堀津町・堀津町古宮前交差点）
- 岐阜県道194号茶屋新田堀津線（羽島市堀津町）
- 岐阜県道23号北方多度線（輪之内町大藪）
- 岐阜県道195号岐阜千本松原公園自転車道線〔立体交差〕（輪之内町大藪）
- 岐阜県道219号安八平田線（輪之内町四郷・西之川交差点）
- 岐阜県道220号安八海津線（輪之内町中郷・中郷交差点）
- 岐阜県道232号今尾大垣線（輪之内町福束・福束大橋東詰交差点、福束大橋西詰交差点）
- 国道258号（大垣市横曽根・横曽根3交差点、養老町船附・船附村前東交差点）
- 岐阜県道225号小倉烏江大垣線（養老町栗笠・上之郷北交差点）
- 岐阜県道96号大垣養老公園線バイパス（養老町高田・下高田交差点）

### 沿線

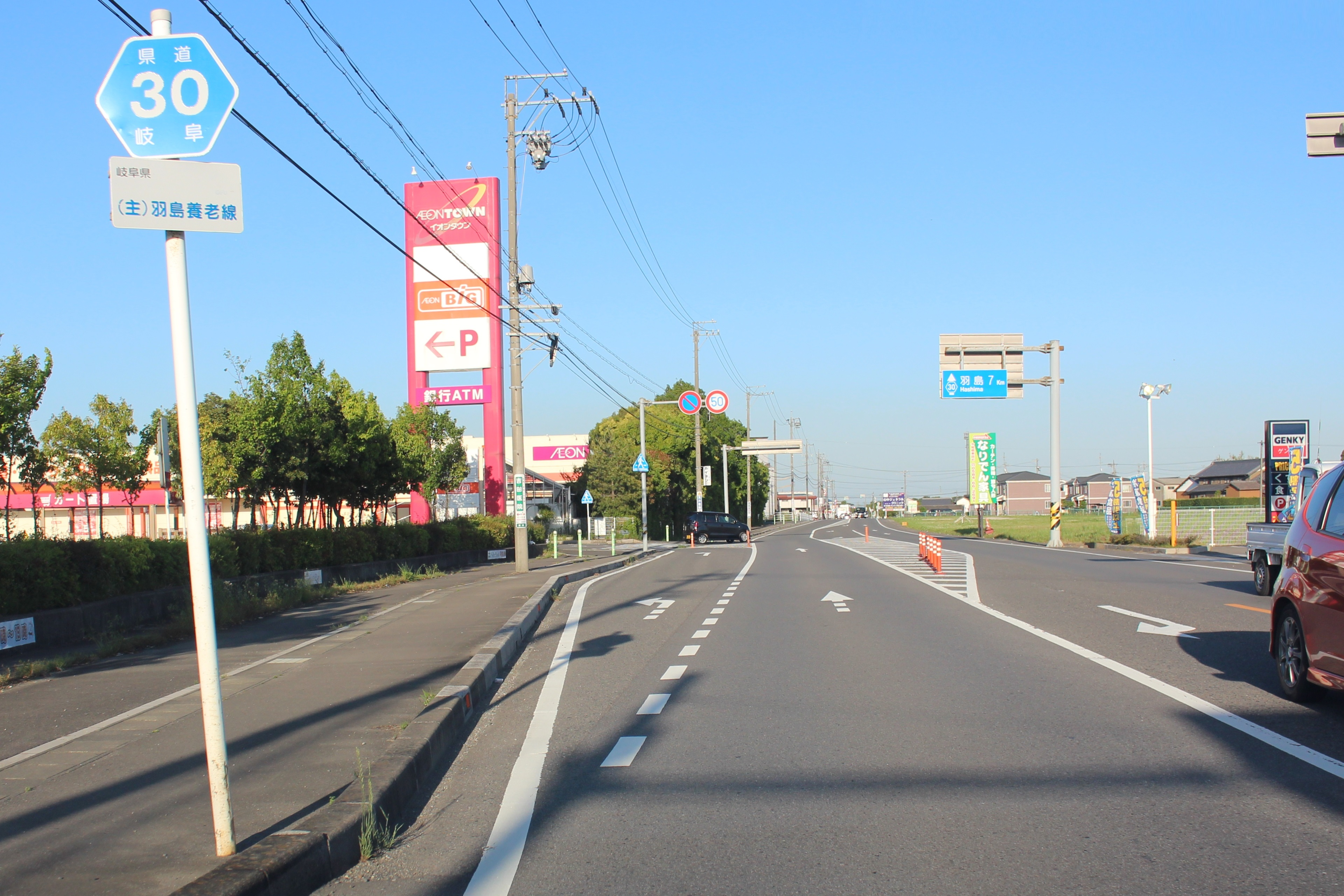
沿線のイオンタウン輪之内ショッピングセンター

- イオンタウン輪之内ショッピングセンター
- 養老鉄道養老線烏江駅